# Hypogastrura hyperborea
Hypogastrura hyperborea är en urinsektsart som först beskrevs av Karl Henrik Boheman 1865.  Hypogastrura hyperborea ingår i släktet Hypogastrura och familjen Hypogastruridae. Inga underarter finns listade i Catalogue of Life.